# Pterocheilus mavromoustakisi
Pterocheilus mavromoustakisi är en stekelart som beskrevs av Giordani Soika. Pterocheilus mavromoustakisi ingår i släktet palpgetingar, och familjen Eumenidae. Inga underarter finns listade i Catalogue of Life.